# جايسون سميث (لاعب كرة قدم)
جايسون سميث (بالإنجليزية: Jason Smith)‏ (6 سبتمبر 1974 في المملكة المتحدة - ) هو لاعب كرة قدم بريطاني في مركز الدفاع. لعب مع سوانزي سيتي وكوفنتري سيتي وTiverton Town F.C. ‏.

## وصلات خارجية
- جايسون سميث على موقع قاعدة بيانات كرة القدم.إي يو (الإنجليزية)
- جايسون سميث على موقع Soccerbase.com (لاعب) (الإنجليزية)